# Derek Meech
Derek Meech (ur. 21 kwietnia 1984 w Winnipeg, Manitoba) – kanadyjski hokeista.

## Kariera

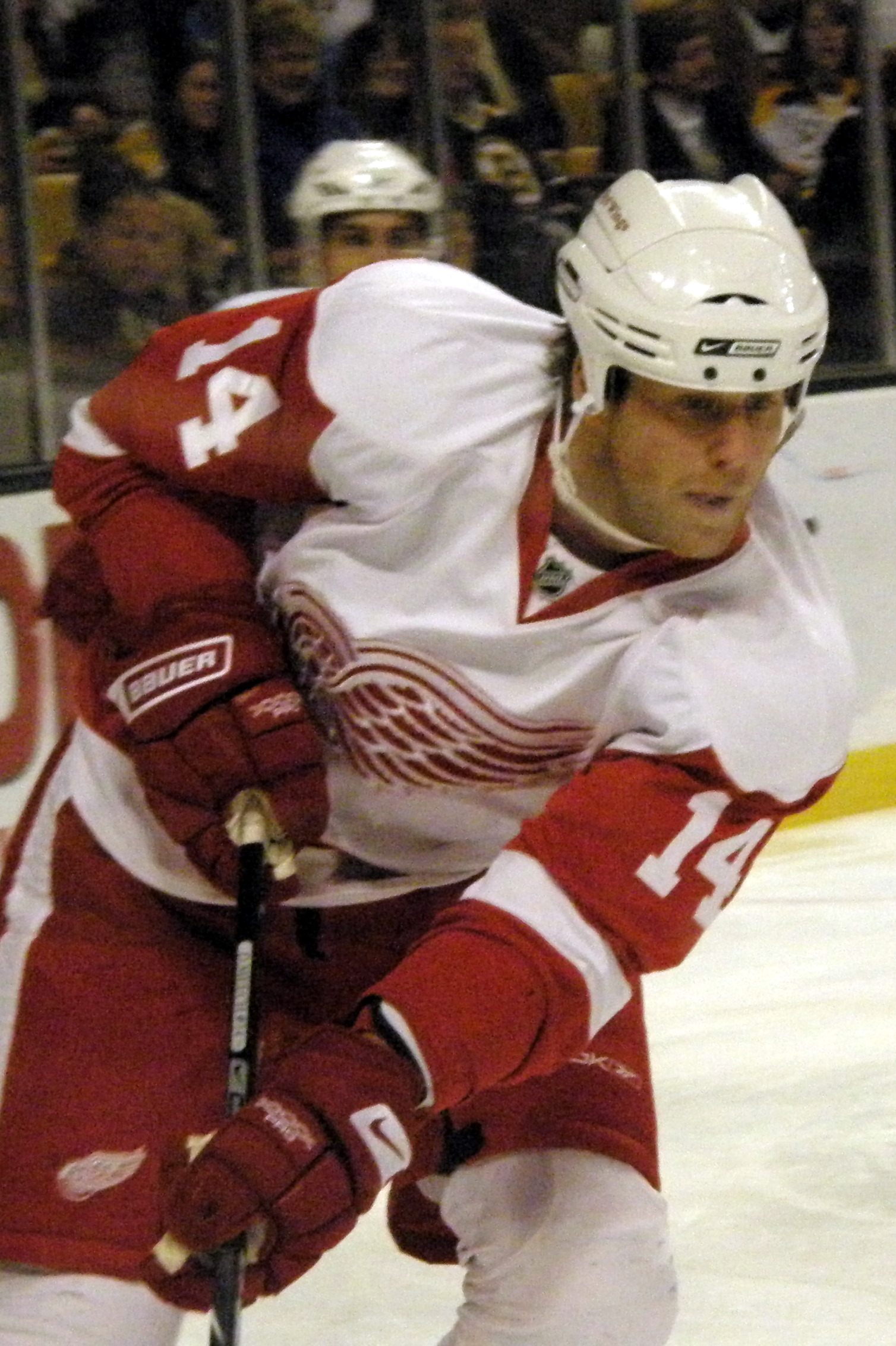
Derek Meech w barwach Detroit Red Wings (2008)

- Winnipeg Warriors City Midget (1999–2000)
- Red Deer Rebels (2000–2004)
- Grand Rapids Griffins (2004–2007)
- Detroit Red Wings (2006, 2007–2010)
- Grand Rapids Griffins (2010–2011)
- Winnipeg Jets (2011, 2013)
- St. John’s IceCaps (2011–2013)
- Dynama Mińsk (2013)
- Texas Stars (od 2014)

Występował przez pięć sezonów w juniorskich rozgrywkach WHL w ramach CHL – zdobył mistrzostwo obu lig, a w ostatnim sezonie był kapitanem drużyny. W międzyczasie w drafcie NHL z 2002 został wybrany przez Detroit Red Wings. Od 2004 grał w lidze AHL, a później także w NHL w barwach klubu z Detroit. W połowie 2011 został zawodnikiem klubu Winnipeg Jets z rodzinnego miasta i był nim przez dwa sezony, występując równolegle w zespole farmerskim w AHL. Od lipca 2013 zawodnik białoruskiego klubu Dynama Mińsk w lidze KHL (wraz z nim do drużyny trafił wówczas inny Kanadyjczyk pochodzący z Winnipeg jego rówieśnik, Jacob Micflikier). W listopadzie odszedł z klubu. Od stycznia 2014 zawodnik Texas Stars.

## Sukcesy
Reprezentacyjne
- Srebrny medal mistrzostw świata juniorów do lat 20: 2004

Klubowe
- Scotty Munro Memorial Trophy: 2001, 2002 z Red Deer Rebels
- Ed Chynoweth Cup – mistrzostwo WHL: 2001 z Red Deer Rebels
- Memorial Cup – mistrzostwo CHL: 2001 z Red Deer Rebels
- Mistrzostwo dywizji AHL: 2006 z Grand Rapids Griffins, 2012 z St. John’s IceCaps
- Mistrzostwo konferencji AHL: 2006 z Grand Rapids Griffins
- Norman R. „Bud” Poile Trophy: 2006 z Grand Rapids Griffins
- Emile Francis Trophy: 2012 z St. John’s IceCaps

Indywidualne
- Mistrzostwa świata juniorów do lat 20 w 2005 Dywizja I:
  - Pierwsze miejsce w klasyfikacji +/- turnieju: +13
  - Pierwsze miejsce w klasyfikacji asystentów turnieju: 6 asyst
  - Pierwsze miejsce w klasyfikacji kanadyjskiej wśród obrońców turnieju: 7 punktów
- Sezon WHL (Wschód) 2003/2004:
  - Drugi skład gwiazd
- Sezon AHL 2012/2013:
  - Mecz gwiazd AHL

## Statystyki
| 2004-05    | Grand Rapids Griffins | AHL        | 78 | 6 | 8  | 14 | 40 | -  | - | - | - | - |
| 2005-06    | Grand Rapids Griffins | AHL        | 79 | 4 | 16 | 20 | 85 | 16 | 0 | 2 | 2 | 4 |
| 2006-07    | Grand Rapids Griffins | AHL        | 67 | 6 | 23 | 29 | 40 | 7  | 0 | 1 | 1 | 4 |
| 2006-07    | Detroit Red Wings     | NHL        | 4  | 0 | 0  | 0  | 2  | -  | - | - | - | - |
| NHL Ogółem | NHL Ogółem            | NHL Ogółem | 4  | 0 | 0  | 0  | 2  | -  | - | - | - | - |